# Дижон-1
Дижон 1-й кантон (фр. Dijon  1er Canton) — кантон во Франции, находится в регионе Бургундия. Департамент кантона — Кот-д’Ор. Входит в состав округа Дижон. Население кантона на 2006 год составляло 31 653 человека.
Код INSEE кантона — 2109. Всего в кантон Дижон 1-й кантон входят 9 коммун, из них главной коммуной является Дижон 1-й кантон.

## Коммуны кантона
- Бретиньи — население 845 чел.
- Броньон — население 246 чел.
- Клене — население 786 чел.
- Оржё — население 436 чел.
- Рюффе-лез-Эшире — население 1100 чел.
- Сент-Аполлинер — население 5995 чел.
- Сен-Жюльен — население 1358 чел.
- Варуа-э-Шеньо — население 1979 чел.